# Dan Sleigh
Daniel (Dan) Sleigh (Geelbeksfontein bij Langebaan, West-Kaap, 3 november 1938 – Kaapstad, 29 juli 2023) was een Zuid-Afrikaans historicus en schrijver en dichter in het Afrikaans. Als historicus was hij gespecialiseerd in de Nederlandse koloniale geschiedenis. Hij woonde in Pinelands, Kaapstad, met zijn vrouw Dewetia.
Hij schreef onder meer Eilande, in het Nederlands vertaald als Stemmen uit zee, over de ontwikkelingen in de Kaapkolonie ten tijde van het Nederlands bewind.
Sleigh schreef eerder Die Buiteposte. VOC-buiteposte onder die Kaapse bestuur, 1652-1795, Pretoria, 1993.
Hij werkte mee aan het TANAP-project, een gezamenlijke poging van het Nationaal Archief in Den Haag en de Universiteit Leiden, in samenwerking met het UNESCO-programma Memory of the World. Het doel is om de VOC-archieven wereldwijd als internationaal cultuurerfgoed te bewaren en onderzoek daarin te stimuleren.

## Publicaties
- Duif oor water (gedichten), 1974
- Die nege-maande-mars, Tafelberg, 1972
- 'n Man om te hardloop, 1973
- Tussen twee vlae, Tafelberg, 1974
- Vryburger Tas, Tafelberg, 1979/1984
- Sersant Barodien, Kaapse Korps, Tafelberg, 1977
- 'n Kanon vir Barbier, Tafelberg, 1978
- Jan Compagnie: the world of the Dutch East India Company, Tafelberg, 1980 - Jan Kompagnie; Die Wêreld van die VOC, 1980
- The Huguenots, 1988
- The Forts of the Liesbeek Frontier, 1996
- They rode against an empire, Castle Military Museum, 1999
- Eilande, Tafelberg, 2001
- Islands, Secker & W, 2004
- Stemmen uit Zee, 2004
- Die Buiteposte van die VOC onder Kaapse bestuur, 1652-1795, HAUM 1992/Protea, 2004
- Afstande, Tafelberg, 2010
- Navigator van die Geskiedenis, 2011
- Wals met Matilda, Tafelberg, 2011
- De lange tocht, Athenaeum-Polak & Van Gennep, 2011
- 1795, Tafelberg, 2016
- 1795, Ned. vertaling, Uitg. Manuzio, Kampen, 2020